# Fraunhofer-Gesellschaft
A Associação Fraunhofer (em alemão, Fraunhofer-Gesellschaft) é uma organização alemã de pesquisa, que conta com 72 institutos espalhados por toda a Alemanha, cada um deles tendo seu foco em um campo diferente da ciência aplicada. Ela emprega mais de 28 mil pessoas, principalmente cientistas e engenheiros, e tem um orçamento anual de pesquisa de cerca de € 2,8  bilhões. Certo financiamento básico para a associação é prestado pelo Estado (o povo alemão, através do governo federal, em conjunto com os Estados federados alemães, é "proprietário" da Associação Fraunhofer). Ao mesmo tempo, cerca de dois terços do financiamento são adquiridos através de contratos de trabalho, esses tanto com o governo quanto com parcerias privadas.
O nome da associação é uma homenagem a Joseph von Fraunhofer, que como cientista, engenheiro e empresário, representava os objetivos da associação.

A organização tem ainda seis centros nos Estados Unidos, que compõem a "Fraunhofer USA", e três em países do continente asiático.

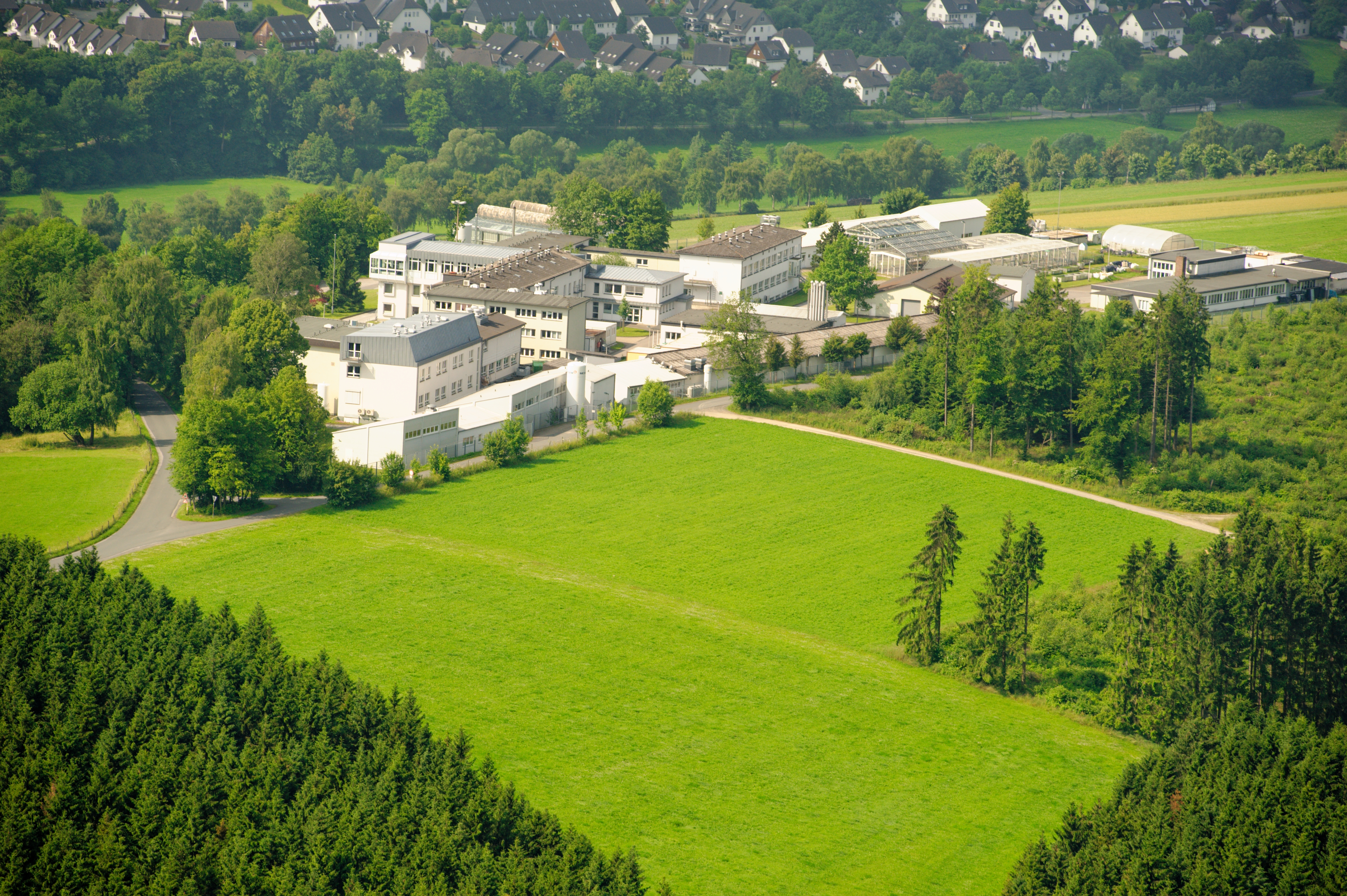
Fraunhofer-Institut Schmallenberg

O nome oficial da Associação Fraunhofer é Fraunhofer-Gesellschaft zur Förderung der angewandten Forschung, que em português significa literalmente Associação Fraunhofer para a promoção da pesquisa aplicada.
Um de seus projetos mais notáveis, e talvez o mais conhecido pelo consumidor final, seja o do algoritmo de compressão no formato MP3, inventado e patenteado pela Fraunhofer IIS. Suas receitas de licença geraram cerca de 100 milhões de euros em 2005, embora a Associação Fraunhofer não pesquisa somente, ou no destaque, no ramo áudio. Suas pesquisas pelos diversos institutos abrangem vários setores de pesquisa e tecnologia das mais diversas áreas.

## O Modelo Fraunhofer
O Modelo Fraunhofer existe desde 1973, e com base nele ocorreu o crescimento contínuo da associação de mesmo nome. De acordo com o modelo, a Associação ganha cerca de 70% de sua renda através de contratos com a indústria e de projetos específicos para o governo. Os outros 30% do orçamento, por sua vez, são adquiridos através de subsídios governamentais (federais e estaduais, na proporção de 9 para 1), e são utilizados para apoiar pesquisas preparatórias.
Assim, a dimensão do orçamento da associação depende em grande parte do seu sucesso em maximizar as receitas provenientes de comissões. Este modelo de financiamento não se aplica apenas aos serviços centrais da própria associação, mas também para cada uma de suas subdivisões, os institutos. Isso serve tanto para conduzir a Associação Fraunhofer em seu rumo estratégico de tornar-se uma líder na pesquisa aplicada, quanto para incentivá-la a ter uma abordagem flexível, autônoma e empreendedora sobre as prioridades de pesquisa demandadas pela sociedade.

## Instituto Fraunhofer para Engenharia de Softwares e Sistemas
A Associação Fraunhofer atualmente coordena 69 institutos, cada um deles tendo seu foco em um campo diferente da ciência aplicada. O Instituto Fraunhofer de Engenharia de Softwares e Sistemas, ou ISST (abreviação provinda da nomenclatura original alemã), é sediado parte em Berlim, parte em Dortmund, tendo cada uma dessas divisões um foco específico de pesquisa.
Em Dortmund, o foco do instituto reside na Gerência de Comunicação Empresarial (Business Communication Management) e na Gerência de Integração de Serviço (Service Integration Management).
O ISST desenvolveu padrões, projetos e conceitos que permitem o desenvolvimento de sistemas confiáveis e complexos, que são baseados em inovações tecnológicas nas áreas de informação e de comunicação. A maior parte dos parceiros e clientes do ISST estão nas áreas de administração pública, gestão financeira e indústria automobilística. Recentemente, porém, há também um número notável de clientes do setor da saúde, da indústria da habitação e da gestão de eventos.

## História
A Fraunhofer Society foi fundada em Munique em 26 de março de 1949, por representantes da indústria e da academia, o governo da Baviera e a nascente República Federal Alemã.
Em 1952, o Ministério Federal para Assuntos Econômicos declarou a Sociedade Fraunhofer como a terceira parte do cenário de pesquisa alemão não universitário (junto com a Fundação Alemã de Pesquisa (DFG) e os Institutos Max Planck). Se a Fraunhofer Society deveria apoiar a pesquisa aplicada por meio de suas próprias instalações foi, no entanto, o assunto de uma longa disputa.

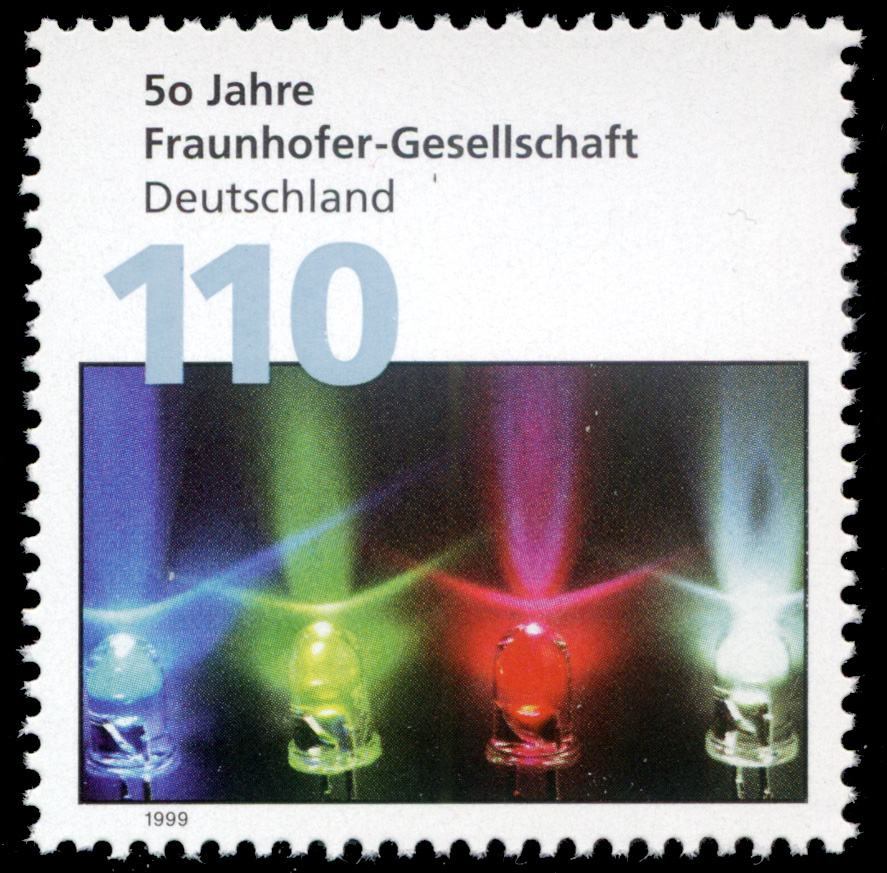
Um selo alemão: 50 anos da Sociedade Fraunhofer

A partir de 1954, os primeiros institutos da Sociedade se desenvolveram. Em 1956, estava desenvolvendo instalações de pesquisa em cooperação com o Ministério da Defesa. Em 1959, a Fraunhofer Society compreendia nove institutos com 135 colegas de trabalho e um orçamento de 3,6 milhões de marcos alemães.
Em 1965, a Fraunhofer Society foi identificada como uma organização patrocinadora da pesquisa aplicada.
Em 1968, a Fraunhofer Society foi alvo de críticas públicas por seu papel na pesquisa militar.
Em 1969, Fraunhofer tinha mais de 1 200 funcionários em 19 institutos. O orçamento ficou em 33 milhões de marcos alemães. Nessa época, uma "comissão para a promoção do desenvolvimento da Fraunhofer Society" planejava o desenvolvimento da Fraunhofer Society (FhG). A comissão desenvolveu um modelo de financiamento que tornaria a Sociedade dependente de seu sucesso comercial. Mais tarde, isso seria conhecido como o "Modelo Fraunhofer".
O modelo foi aceito pelo Gabinete Federal e pelo Bund-Länder-Kommission em 1973. No mesmo ano, o comitê executivo e a administração central passaram a morar em Leonrodstraße 54 em Munique .
O programa Fraunhofer para a promoção da pesquisa em consultoria para PMEs foi estabelecido e ganhou cada vez mais importância nos anos subsequentes.
Em 1977, a propriedade política da sociedade era compartilhada pelos Ministérios da Defesa e da Pesquisa.
Em 1984, a Fraunhofer Society tinha 3 500 funcionários em 33 institutos e um orçamento de pesquisa de 360 milhões de marcos alemães .
Em 1988, a pesquisa de defesa representava apenas cerca de 10% de todas as despesas da Sociedade Fraunhofer.
Em 1989, a Fraunhofer Society tinha quase 6 400 funcionários em 37 institutos, com um orçamento total de 700 milhões de marcos alemães.
Em 1991, a Fraunhofer Society enfrentou o desafio de integrar vários estabelecimentos de pesquisa na antiga Alemanha Oriental como filiais de institutos já existentes na Fraunhofer Society.
Em 1993, o orçamento total da Sociedade Fraunhofer ultrapassou 1 bilhão de marcos alemães.
Em 1994, a Sociedade fundou uma subsidiária com sede nos Estados Unidos, Fraunhofer USA, Inc., para estender o alcance da rede de P&D da Fraunhofer aos clientes americanos.
Sua declaração de missão de 2000 comprometeu a Sociedade Fraunhofer a ser uma organização patrocinadora com atuação no mercado e no cliente, nacional e internacionalmente ativa para institutos de pesquisa aplicada.
Em 1999, a Fraunhofer iniciou o Fraunhofer Venture, um escritório de transferência de tecnologia , para promover a transferência de suas descobertas de pesquisa científica e atender ao crescente espírito empreendedor nos institutos Fraunhofer.
Entre 2000 e 2001, os institutos e centros de pesquisa de TI do GMD (Gesellschaft für Mathematik und Datenverarbeitung - Sociedade de Matemática e Tecnologia da Informação) foram integrados na Sociedade Fraunhofer por iniciativa do Ministério Federal de Educação e Pesquisa.
O ano de 2000 marcou um sucesso notável no Fraunhofer-Institut for Integrated Circuits (IIS): MP3 , um formato de áudio com perdas que eles desenvolveram.
Em 2002, a propriedade do Heinrich-Hertz-Institut for Communications Technology Berlin GmbH (HHI), que pertencia à Gottfried William Leibniz Society e. V. (GWL), foi transferido para a Fraunhofer Society. Com esta integração, o orçamento da Sociedade Fraunhofer ultrapassou € 1 bilhão pela primeira vez.
Em 2003, a sede da Sociedade Fraunhofer mudou-se para seu próprio prédio em Munique .
A Fraunhofer Society desenvolveu e formulou uma declaração de missão específica e firme, resumindo as metas fundamentais e codificando os "valores e diretrizes" desejados da "cultura" da sociedade. Entre estes, a sociedade comprometeu-se a melhorar as oportunidades para que as colaboradoras e colegas de trabalho se identifiquem com a empresa e desenvolvam o seu potencial criativo.
Em 2004, o antigo "Grupo de Trabalho Fraunhofer para Tecnologia de Mídia Eletrônica" no Fraunhofer-Institut for Integrated Circuits (IIS) ganhou o status de instituto independente. Torna-se Fraunhofer-Institut for Digital Media Technology IDMT.
Novas alianças e grupos de tópicos ajudaram a fortalecer o nível de prontidão operacional de mercado dos institutos da Fraunhofer em certas jurisdições.
Em 2005 , foram fundados dois novos institutos, o Leipzig Fraunhofer-Institut for Cell Therapy and Immunology (IZI), e o Fraunhofer Center for Nano-Electronic technologies CNT em Dresden.
Em 2006, o Instituto Fraunhofer para Análise Inteligente e Sistemas de Informação (IAIS) foi fundado como uma fusão entre o Instituto de Sistemas Inteligentes Autônomos (AIS) e o Instituto de Comunicação de Mídia (IMK).
Em 2009, os antigos Institutos FGAN foram convertidos em Institutos Fraunhofer, entre eles o Instituto Fraunhofer de Comunicação, Processamento de Informação e Ergonomia FKIE e o Instituto Fraunhofer de Radar e Tecnologia de Alta Frequência FHR.
Em 2012, iniciou-se a cooperação da Fraunhofer com universidades selecionadas de ciências aplicadas voltadas para a pesquisa com base no modelo "Application Center". A primeira cooperação foi iniciada com a Technische Hochschule OWL em Lemgo e levou à fundação do Fraunhofer IOSB-INA no final de 2011.

## Presidentes
- Walther Gerlach (1949–1951)
- Wilhelm Roelen (1951–1955)
- Hermann von Siemens (1955–1964)
- Franz Kollmann (1964–1968)
- Christian Otto Mohr (1968–1973)
- Heinz Keller (1973–1982)
- Max Syrbe (1982–1993)
- Hans-Jürgen Warnecke (1993–2002)
- Hans-Jörg Bullinger (2002–2012)
- Reimund Neugebauer (2012–)

## Galeria de imagens

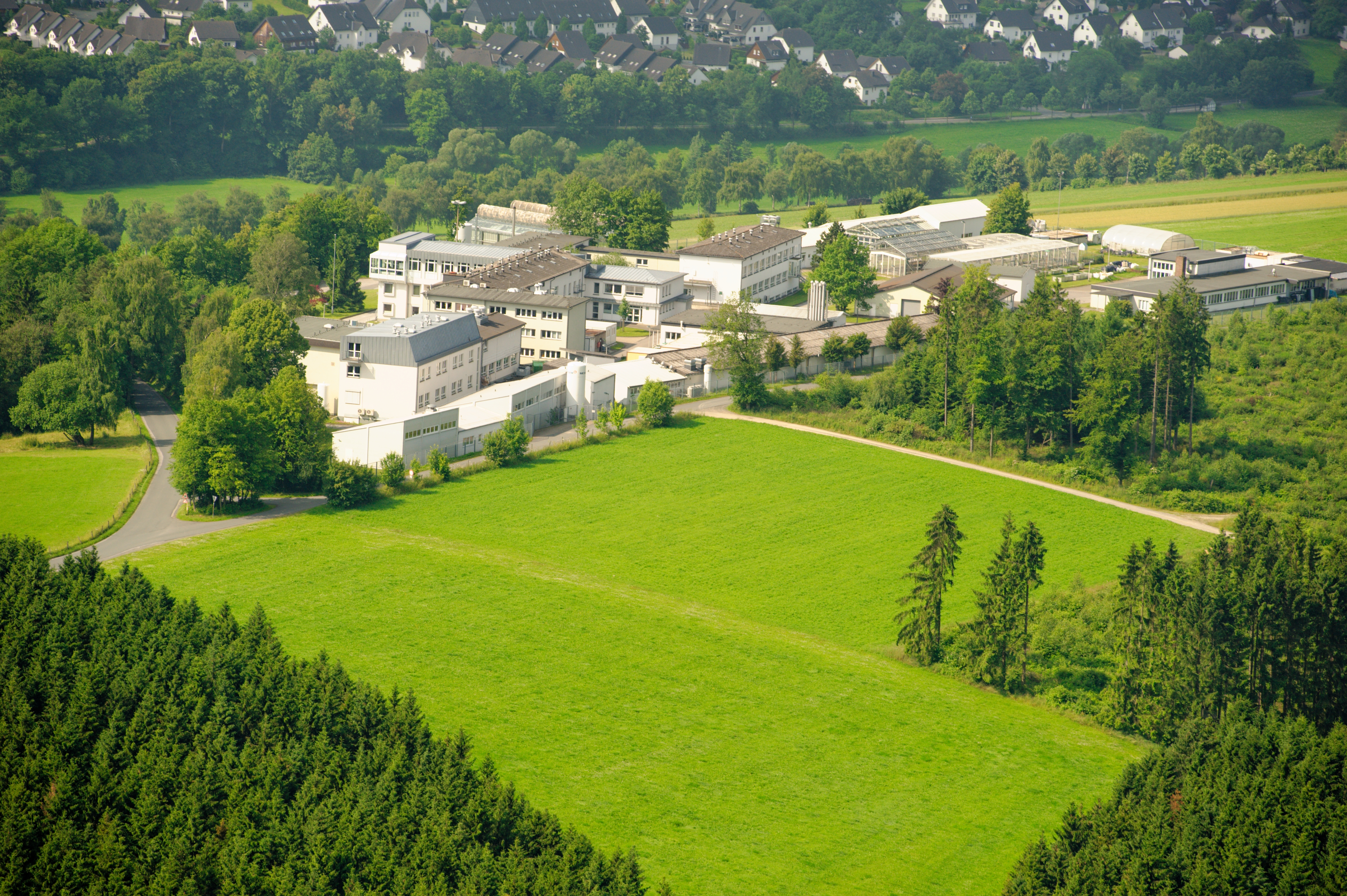
Fraunhofer-Institut (IME) in Schmallenberg
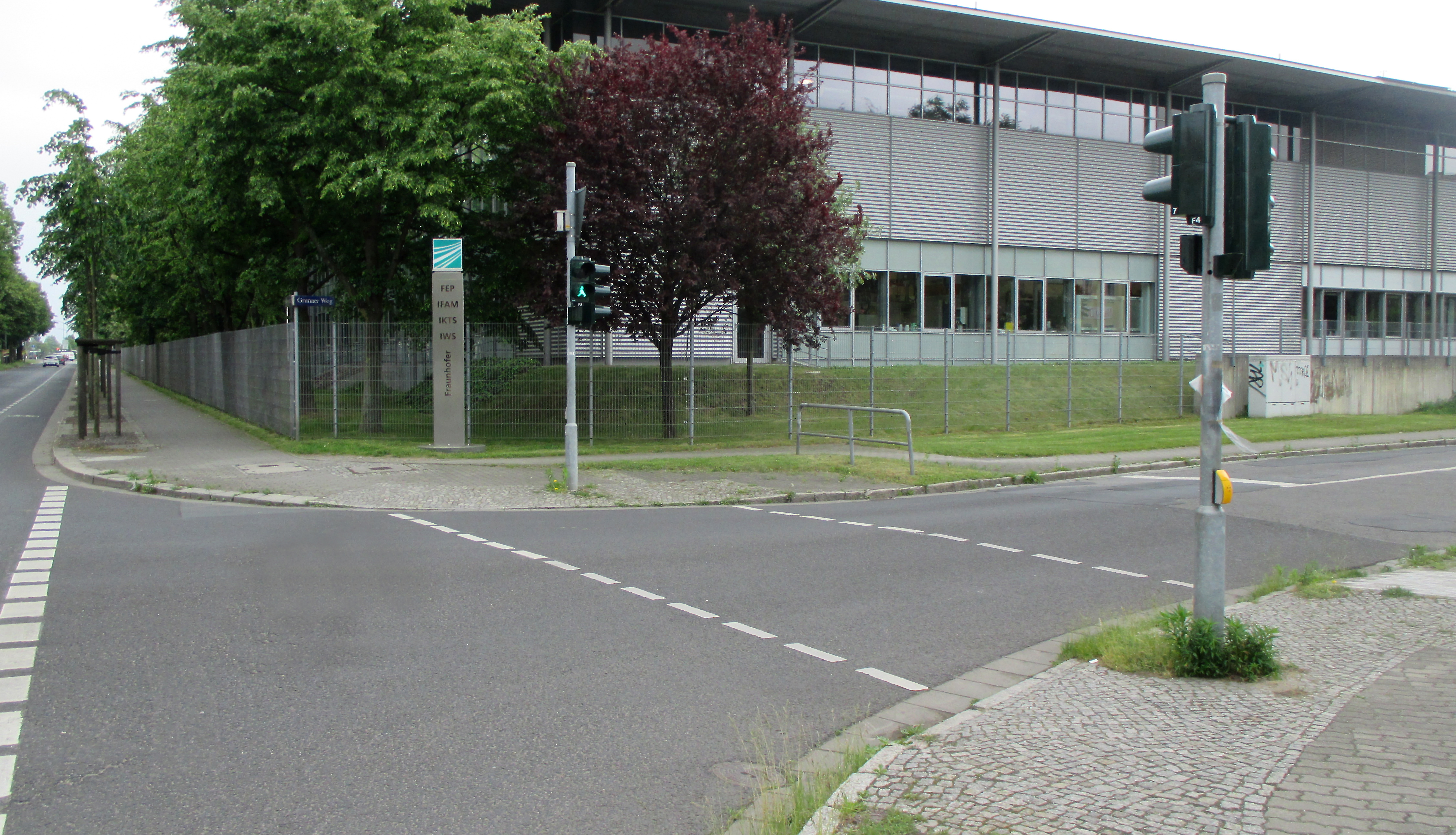
Fraunhofer - Dresden - FEP - IFAM - IKTS - IWS

## Ver Também
- GoalRef